# Шкловски рејон
Шкловски рејон (блр. Шклоўскі раён; рус. Шкловский райо́н) је административна јединица другог нивоа у северном делу Могиљовске области на истоку Републике Белорусије.
Административни центар рејона је град Шклов.

## Географија
Шкловски рејон обухвата територију површине 1.334,17 km² и на 11. је месту по површини у Могиљовској области. Граничи се са 5 рејона Могиљовске области на западу, југу и истоку (Кругљански, Бјалинички, Могиљовски, Дрибински и Горкијски) и са Витебском облашћу на северу.
Најважнији водоток је река Дњепар са својом притоком Бјарозавком.

## Историја
Рејон је основан 17. јула 1924. године.

## Демографија
Према резултатима пописа из 2009. на том подручју стално је било насељено 30.802 становника или у просеку 23,1 ст/км², од чега нешто више од половине живи у административном центру рејона.
Основу популације чине Белоруси (93,97%), Руси (4,44%) и остали (1,59%).
Административно рејон је подељен на подручје града Шклова који је уједно и административни центар рејона, и на још 12 сеоских општина. На подручју рејона постоји укупно 241 насељено место.

## Саобраћај
Кроз рејон пролази железница и магистрални друм на релацији Могиљов—Орша.